# Exelis approximaria
Exelis approximaria là một loài bướm đêm trong họ Geometridae.